# Vicente Pertegaz Martínez
Vicente Eugenio Pertegaz Martínez (Bétera, 1 de noviembre de 1909-Valencia, 30 de agosto de 2002) fue un docente y traductor español.

## Biografía
Nacido en la localidad valenciana de Bétera el 1 de noviembre de 1909, realizó estudios de magisterio. Llegaría a ejercer la docencia como profesor nacional, al tiempo que desarrolló una intensa actividad en la Federación de Trabajadores de la Enseñanza (FETE) de la UGT. También se afilió del Partido Comunista de España (PCE). Tras el estallido de la Guerra civil se unió a las milicias republicanas, llegando a formar parte del llamado «Quinto Regimiento». Durante el transcurso de la contienda ejerció como comandante de la 99.ª Brigada Mixta y, posteriormente, de la 9.ª División. Al final de la guerra se exilió en la Unión Soviética junto a otros políticos comunistas.
A su llegada a la URSS se instaló en Moscú, donde trabajaría como profesor de español en el Instituto de Idiomas de la capital soviética. En 1941, tras la invasión alemana de la Unión Soviética se trasladó a la ciudad de Ufá, donde trabajaría como traductor para la Komintern. Entre 1948 y 1969 trabajó como traductor español para Sovexportfilm, empresa estatal soviética encargada de la importación y exportación de películas. Se jubiló en 1969, trasladándose en 1974 a la ciudad de Sujumi.
Regresó a España en 1984, país donde residió hasta su fallecimiento el 30 de agosto de 2002.